# Droga krajowa B28 (Niemcy)
Droga krajowa 28 (niem. Bundesstraße 28, B 28) – niemiecka droga krajowa przebiegająca  na osi wschód - zachód od granicy z Francją w Kehl przez Freudenstadt, Nagold, Tübingen, Reutlingen, Metzingen, Ulm, Neu-Ulm do węzła Dreieck Hittistetten na autostradzie A7 koło Senden.

## Trasy europejskie
Droga pomiędzy przejściem granicznym z Francją a węzłem Kreuz Appenweier na autostradzie A5 jest częścią trasy europejskiej E52 (ok. 12 km).

## Miejscowości leżące przy B28

### Badenia-Wirtembergia
Kehl, Willstätt, Appenweier, Nußbach, Oberkirch, Lautenbach, Oppenau, Bad Peterstal, Bad Griesbach, Kniebis, Freudenstadt, Dornstetten, Pfalzgrafenweiler, Altensteig, Ebhausen, Rohrdorf, Nagold, Jettingen, Herrenberg, Kayh, Entringen, Pfäffingen, Unterjesingen, Tübingen, Reutlingen, Metzingen, Dettingen an der Erms, Bad Urach, Römerstein, Zainingen, Feldstetten, Suppingen, Blaubeuren, Blaustein, Ulm.

### Bawaria
Neu-Ulm, Senden

## Historia
Pierwsze fragment utwardzonej drogi powstał między Reutlingen i Tübingen w 1787 r. Pozostałe fragmenty ukończono do 1806 r.
W 1932 r. wyznaczono przebieg Reichsstrasse 28, której bieg, po zajęciu Alzacji przedłużono przez Strasburg do Saarbrücken.